# Amtsgericht Emden
Das Amtsgericht Emden ist eines von fünf Amtsgerichten im Bezirk des Landgerichts Aurich. Es hat seinen Sitz im Behördenviertel in Emden/Niedersachsen.
Der Gerichtsbezirk umfasst die kreisfreie Stadt Emden, die Stadt Borkum im Landkreis Leer sowie die Gemeinden Hinte und Krummhörn im Landkreis Aurich. Ihm ist das Landgericht Aurich übergeordnet. Zuständiges Oberlandesgericht ist das Oberlandesgericht Oldenburg. Es ist Schifffahrtsgericht für den Dortmund-Ems-Kanal, Ems, Küstenkanal u. a.

## Geschichte
Nach der Revolution von 1848 wurde im Königreich Hannover die Rechtsprechung von der Verwaltung getrennt und die Patrimonialgerichtsbarkeit abgeschafft.
Das Amtsgericht wurde daraufhin mit der Verordnung vom 7. August 1852 die Bildung der Amtsgerichte und unteren Verwaltungsbehörden betreffend als königlich hannoversches Amtsgericht gegründet.
Es umfasste das Amt Emden und Stadt Emden.
Das Amtsgericht war dem Obergericht Aurich untergeordnet.  Im Jahre 1859 wurde das Amtsgericht Greetsiel aufgelöst. Sein Gerichtsbezirk wurde dem Amtsgericht Emden zugeordnet. Mit der Annexion Hannovers durch Preußen wurde es zu einem preußischen Amtsgericht in der Provinz Hannover.
Mit dem Inkrafttreten des deutschen Gerichtsverfassungsgesetzes am 1. Oktober 1879 wurden reichsweit einheitlich Amts-, Land- und Oberlandesgerichte geschaffen. Das Amtsgericht Emden blieb bestehe und war nun dem Landgericht Aurich nachgeordnet.
Sein Gerichtsbezirk umfasste nun aus dem Landkreis Emden den Stadtbezirk Emden und das Amt Emden. Am Gericht bestanden 1880 drei Richterstellen. Das Amtsgericht war damit ein großes Amtsgericht im Landgerichtsbezirk.

## Amtsgerichtsgebäude
Mit dem Bau des Amtsgerichts (Ringstraße 6) und des Gefängnisses wurde 1909 begonnen; beide Gebäude wurden 1911 fertiggestellt. Sie stehen als Baudenkmal unter Denkmalschutz.